# Pronunciamiento de Urquiza
El pronunciamiento de Urquiza fue una proclamación formulada el 1 de mayo de 1851 en la ciudad de Concepción del Uruguay, República Argentina, por el general Justo José de Urquiza. Por aquel entonces el gobernador de la Provincia de Buenos Aires, Juan Manuel de Rosas, tenía la suma del poder público y ejercía las relaciones exteriores de las provincias de la Confederación Argentina. Cada año Rosas presentaba la renuncia al cargo, a sabiendas de que esta sería rechazada. El pronunciamiento de Urquiza consistió en la efectiva aceptación de la renuncia de Rosas por parte de la Provincia de Entre Ríos, que reasumía su capacidad de conducir su comercio y relaciones exteriores con otras naciones hasta tanto no se formalizara la constitución de una República. 
Asimismo, se suprimió el uso del eslogan "¡Viva la Confederación Argentina! ¡Mueran los Salvajes Unitarios!", que era reemplazado por "¡Viva la Confederación Argentina! ¡Mueran los enemigos de la organización nacional!". 
Algunos de los puntos del pronunciamiento eran los siguientes:

1. Que es la voluntad del pueblo entrerriano reasumir el ejercicio de las facultades inherentes a su territorial soberanía delegadas en la persona del excelentísimo señor gobernador y capitán general de Buenos Aires, para el cultivo de las relaciones exteriores y dirección de los negocios generales de paz y guerra de la Confederación Argentina, en virtud del tratado cuadrilátero de las provincias litorales, fecha 4 de enero de 1831.

2. Que una vez manifestada así la libre voluntad de la provincia de Entre Ríos, queda ésta en actitud de entenderse directamente con los demás gobiernos del mundo, hasta tanto que congregada la Asamblea Nacional de las demás provincias hermanas, sea definitivamente constituida la república.

El pronunciamiento de Urquiza fue respaldado por el gobernador correntino Benjamín Virasoro. Rosas no lo aceptó, y permaneció en el cargo. Esto llevó a una hostilidad abierta entre dichas provincias, tras la cual Entre Ríos y Corrientes comenzaron a formar el Ejército Grande con la ayuda de Uruguay y el Imperio del Brasil. Al año siguiente tuvo lugar la Batalla de Caseros, en la cual tuvo lugar la derrota de Rosas.